# 袖ふれあうも嫁姑
『袖ふれあうも嫁姑』（そでふれあうもよめしゅうとめ）は、小林千登勢の小説作品、及びそれを原作としたドラマ化作品である。

## TVドラマ
1986年4月21日～5月30日にTBS「花王 愛の劇場」枠にて放送された。
キャスト
- 耕介 - 秋野太作
- 千由紀 - 友里千賀子
- 高森和子
- 八神康子
- 川崎瞳
- 福田公子
- 中村メイコ
- 岡本麗
- 角替和枝
- 出光元
- 佐原健二
- 水島涼太

スタッフ
- 脚本 - 岡田正代、大原豊

## 主題歌
- 「LIFE」

作詞･作曲：あらい舞 / 編曲：今泉敏郎
歌：あらい舞